# 81 Batalion Saperów (1939)
81 batalion saperów (81 bsap) – pododdział saperów Wojska Polskiego II RP z okresu kampanii wrześniowej.
Batalion nie występował w pokojowej organizacji wojska. W 1939 2 pułk Saperów Kaniowskich sformował w alarmie 81 batalion saperów dla Armii „Prusy”.

## Działania w kampanii wrześniowej
3 września dowódca 81 zmotoryzowanego batalionu saperów otrzymał zadanie zbudowania mostu na Bzurze. Wybudowała go 2 kompania saperów, a zmotoryzowana kompania zaporowa zaminowała przedpole. W czasie wykonywania zadania batalion był bombardowany przez nieprzyjacielskie lotnictwo. Później kompania zaporowa została skierowana do południowego zgrupowania Armii „Prusy”.

## Struktura i obsada etatowa
Obsada personalna we wrześniu 1939:
- dowódca batalionu – mjr dypl. sap. Józef Meleniewski †1940 Charków[4]
- zastępca dowódcy – kpt. Grzegorz Bożydar Gadzaliński †10 IX 1939 Ryczywół[5]
- dowódca 1 kompanii saperów – por. Grzegorz Bielawski
- dowódca 2 kompanii saperów – por. Brunon Leon Kowalski
- dowódca 3 zmotoryzowanej kompanii saperów – por. Mieczysław Bunkiewicz
- dowódca kolumny saperskiej – por. Bogusław Jan Karaszewski
- dowódca kolumny pontonowej – por. Jan Wybraniec